# シロヤパリガン
株式会社シロヤパリガン（英称:SHIROYA POLYGON CO.,LTD.）は、熊本県熊本市に本社を置くクリーニング専門の企業。

## 沿革
- 1911年 - 古荘本店の縫製工場として創立。
- 1937年 - 現在地に移転。
- 1942年 - 古荘被服工場として分離独立。
- 1945年 - 株式会社白屋として改称し創立。
- 1952年 - 染色部が株式会社白屋として独立。被服部門が古荘被服工場となる。
- 1965年 - 関連会社としてサンビームランドリーが横浜に設立。
- 1989年 - 新社屋完成。
- 1992年 - 北九州支店開設。
- 1995年 - シロヤ被服工業株式会社、株式会社白屋、シロヤマーク株式会社が合併し、株式会社シロヤパリガンとなる。

## 営業所
- 本社・本店営業部・熊本営業部 熊本県熊本市西区上熊本二丁目6-7
- 熊本北営業部 熊本県熊本市北区植木町豊田394-1
- 八代営業部 熊本県八代市袋町5-44
- 福岡営業部 福岡県大野城市御笠川三丁目3-2
- 熊本工場・上熊本工場 熊本県熊本市西区上熊本二丁目6-7
- 八代工場 熊本県八代市袋町5-44
- 熊本消毒メンテナンスセンター